# Вишинский, Денис
Денис Вишинский (чеш. Denis Višinský; 21 марта 2003, Чехия) — чешский футболист, полузащитник клуба «Слован Либерец».

## Карьера
Денис - уроженец деревни Горжин, располагающейся в регионе Мельник. Футболом начинал заниматься в местной одноимённой команде. В семь лет перешёл в академию пражской «Славии», прошёл в ней все ступени детско-юношеских команд. В феврале 2021 года подписал с клубом свой первый профессиональный контракт. Свой первый матч в профессиональном футболе провёл 3 марта 2021 года против «Славии» из Карловых Вар. Это была кубковая встреча, Вишинский вышел в стартовом составе и отличился 2 забитыми мячами. Пражская «Славия» выиграла со счётом 10:3. 14 марта 2021 года дебютировал в чемпионате Чехии в поединке против «Млады Болеслав», выйдя на замену на 86-й минуте вместо Абдалла Сима. Всего в дебютном сезоне принял участие в двух матчах.
15 апреля Денис дебютировал в Лиге Европы, в домашнем поединке против лондонского «Арсенала», выйдя на замену после перерыва вместо Александера Ба. К тому моменту Славия проигрывала со счётом 0:3. Помочь команде отыграться Вишинский не смог, после перерыва чехи пропустили ещё один матч и проиграли со счётом 0:4.
Также Денис являлся игроком юношеских сборных Чехии до 16, 17, 19, 20 и до 21 года.